# Stipa heptapotamica
Stipa heptapotamica är en gräsart som beskrevs av Vitaliǐ Petrovich Goloskokov. Stipa heptapotamica ingår i släktet fjädergrässläktet, och familjen gräs. Inga underarter finns listade i Catalogue of Life.